# کاشیما، کوماموتو
کاشیما، کوماموتو (به لاتین: Kashima, Kumamoto) یک منطقهٔ مسکونی در ژاپن است که در Kamimashiki District واقع شده‌است. کاشیما  ۸٬۲۶۵ نفر جمعیت دارد.